# Lista planetelor minore: 91001–92000
| Nume                                            | Denumire provizorie                             | Data descoperirii                               | Locul descoperirii                              | Descoperitor(i)                                 |                                                 |                                                 |                                                 |                                                 |                                                 |                                                 |                                                 |                                                 |                                                 |                                                 |                                                 |                                                 |                                                 |                                                 |                                                 |                                                 |                                                 |                                                 |                                                 |                                                 |                                                 |                                                 |                                                 |                                                 |                                                 |                                                 |                                                 |                                                 |                                                 |                                                 |                                                 |                                                 |                                                 |                                                 |                                                 |                                                 |                                                 |                                                 |                                                 |                                                 |                                                 |                                                 |                                                 |                                                 |                                                 |
| 91001–91100 Lista planetelor minore/91001–91100 | 91001–91100 Lista planetelor minore/91001–91100 | 91001–91100 Lista planetelor minore/91001–91100 | 91001–91100 Lista planetelor minore/91001–91100 | 91001–91100 Lista planetelor minore/91001–91100 | 91101–91200 Lista planetelor minore/91101–91200 | 91101–91200 Lista planetelor minore/91101–91200 | 91101–91200 Lista planetelor minore/91101–91200 | 91101–91200 Lista planetelor minore/91101–91200 | 91101–91200 Lista planetelor minore/91101–91200 | 91201–91300 Lista planetelor minore/91201–91300 | 91201–91300 Lista planetelor minore/91201–91300 | 91201–91300 Lista planetelor minore/91201–91300 | 91201–91300 Lista planetelor minore/91201–91300 | 91201–91300 Lista planetelor minore/91201–91300 | 91301–91400 Lista planetelor minore/91301–91400 | 91301–91400 Lista planetelor minore/91301–91400 | 91301–91400 Lista planetelor minore/91301–91400 | 91301–91400 Lista planetelor minore/91301–91400 | 91301–91400 Lista planetelor minore/91301–91400 | 91401–91500 Lista planetelor minore/91401–91500 | 91401–91500 Lista planetelor minore/91401–91500 | 91401–91500 Lista planetelor minore/91401–91500 | 91401–91500 Lista planetelor minore/91401–91500 | 91401–91500 Lista planetelor minore/91401–91500 | 91501–91600 Lista planetelor minore/91501–91600 | 91501–91600 Lista planetelor minore/91501–91600 | 91501–91600 Lista planetelor minore/91501–91600 | 91501–91600 Lista planetelor minore/91501–91600 | 91501–91600 Lista planetelor minore/91501–91600 | 91601–91700 Lista planetelor minore/91601–91700 | 91601–91700 Lista planetelor minore/91601–91700 | 91601–91700 Lista planetelor minore/91601–91700 | 91601–91700 Lista planetelor minore/91601–91700 | 91601–91700 Lista planetelor minore/91601–91700 | 91701–91800 Lista planetelor minore/91701–91800 | 91701–91800 Lista planetelor minore/91701–91800 | 91701–91800 Lista planetelor minore/91701–91800 | 91701–91800 Lista planetelor minore/91701–91800 | 91701–91800 Lista planetelor minore/91701–91800 | 91801–91900 Lista planetelor minore/91801–91900 | 91801–91900 Lista planetelor minore/91801–91900 | 91801–91900 Lista planetelor minore/91801–91900 | 91801–91900 Lista planetelor minore/91801–91900 | 91801–91900 Lista planetelor minore/91801–91900 | 91901–92000 Lista planetelor minore/91901–92000 | 91901–92000 Lista planetelor minore/91901–92000 | 91901–92000 Lista planetelor minore/91901–92000 | 91901–92000 Lista planetelor minore/91901–92000 | 91901–92000 Lista planetelor minore/91901–92000 |
| ----------------------------------------------- | ----------------------------------------------- | ----------------------------------------------- | ----------------------------------------------- | ----------------------------------------------- | ----------------------------------------------- | ----------------------------------------------- | ----------------------------------------------- | ----------------------------------------------- | ----------------------------------------------- | ----------------------------------------------- | ----------------------------------------------- | ----------------------------------------------- | ----------------------------------------------- | ----------------------------------------------- | ----------------------------------------------- | ----------------------------------------------- | ----------------------------------------------- | ----------------------------------------------- | ----------------------------------------------- | ----------------------------------------------- | ----------------------------------------------- | ----------------------------------------------- | ----------------------------------------------- | ----------------------------------------------- | ----------------------------------------------- | ----------------------------------------------- | ----------------------------------------------- | ----------------------------------------------- | ----------------------------------------------- | ----------------------------------------------- | ----------------------------------------------- | ----------------------------------------------- | ----------------------------------------------- | ----------------------------------------------- | ----------------------------------------------- | ----------------------------------------------- | ----------------------------------------------- | ----------------------------------------------- | ----------------------------------------------- | ----------------------------------------------- | ----------------------------------------------- | ----------------------------------------------- | ----------------------------------------------- | ----------------------------------------------- | ----------------------------------------------- | ----------------------------------------------- | ----------------------------------------------- | ----------------------------------------------- | ----------------------------------------------- |

| Predecesor: 90001–91000 | Lista planetelor minore 91001–92000 Semnificații ale numelor: 91001–92000 | Succesor: 92001–93000 |